# Luke Nasty
Luke Nasty (* 1991 in High Point, North Carolina; eigentlich Leterrance Davis) ist ein US-amerikanischer Rapper und DJ.

## Biografie
Bereits in der Schulzeit schloss sich Luke Nasty den 336 Boyz an. Die vierköpfige Rapcrew veröffentlichte 2010 und 2012 jeweils ein Album. Nach seinem Abschluss an der Winston-Salem State University 2013 versuchte er sich solo. Er startete ein Projekt mit dem Namen Highway Music und veröffentlichte im September 2015 seine erste Single Might Be, die auf dem gleichnamigen Stück von Anderson .Paak basiert und ein Sample aus dem Top-10-Hit Who Can I Run To der Band Xscape enthält. Sie konnte sich durchsetzen und erreichte Anfang 2016 die Top 10 der R&B-Airplaycharts und kam in die offiziellen Singlecharts.

## Diskografie
Lieder
- Might Be (2015)
- OTW (2017)